# Sceloporus becki
Sceloporus becki ist eine Leguanart aus der Gattung der Stachelleguane. Sie ist endemisch auf den Inseln des Channel-Islands-Nationalparks vor der Küste Kaliforniens. Der Artzusatz becki verweist auf den amerikanischen Ornithologen Rollo Beck, der die ersten Exemplare der Art sammelte.

## Merkmale
Dieser Stachelleguan kann eine maximale Kopf-Rumpf-Länge von etwas mehr als 7 cm erreichen. Die Gesamtlänge kann bis zu 22 Zentimeter betragen, wobei der Schwanz das circa 1,5-fache der Länge des übrigen Körpers ausmacht. Nach der Erstbeschreibung ist Sceloporus becki oberseits gräulich, bräunlich oder grünlich blau mit einer Reihe von dunkelbraunen Flecken auf jeder Seite des Rückens. Ein blasses Längsband grenzt den Rücken von den Seiten ab. Die Seiten sind bräunlich oder gräulich, marmoriert mit dunklerem braun und gepunktet oder durchsetzt mit grün oder blass blau. Am Kopf kreuzen sich normalerweise schmale braune Linien die mehr oder weniger unregelmäßig verteilt sind. Eine braune Linie verbindet die Augenhöhle mit der oberen Ecke des Ohres und reicht bis zum Nacken. Kinn und Kehle sind blau, vorne blass und nach hinten in schwarz übergehend, gekreuzt von schmalen schrägen schwarzen Linien, die zum Körperende hin zusammenlaufen und sich beim Männchen mit schwarzen Flecken am Hals und vor den Schultern verbinden. Ein großer blauer Fleck befindet sich auf jeder Bauchseite, der bei stark gefärbten Männchen innen schwarz umrandet ist. Auf jeder Seite des Anus befindet sich ein weißer Fleck und entlang der Femoralporen verläuft ein gelblich weißes Band.
Die Anzahl Schuppen in einer Reihe zwischen der Interparietalplatte und einer Linie, die die hinteren Oberflächen der Oberschenkel miteinander verbindet, variieren von 43 bis 48, die Anzahl Femoralporen beträgt 14 bis 19, im Durchschnitt 16.

## Lebensraum
Van Denburgh fand die Tiere gewöhnlich am Boden unter Büschen und Klumpen von Kakteen, auf Erdwällen oder auf Felsen. Wenige sah er auf Bäumen oder Baumstümpfen.

## Taxonomie und Forschungsgeschichte
Sceloporus becki wurde im Jahr 1905 von John Van Denburgh erstbeschrieben. Die Exemplare von San Miguel Island ähnelten wie er schrieb, von der Größe her Sceloporus occidentalis, von der Färbung jedoch eher Sceloporus biseriatus. Die San Miguel Island Exemplare unterschieden sich jedoch von beiden Arten durch Merkmale, die für die Sceloporus undulatus Gruppe ungewöhnlich waren. Verfügbar ist nur noch der Holotypus, ein adultes Männchen, die anderen Exemplare wurden durch das Erdbeben von San Francisco und Feuer 1906 vernichtet.
Verschiedentlich wird Sceloporus becki als Unterart von Sceloporus occidentalis angesehen. Wiens and Reeder (1997) sehen die Art auf den Kalifornischen Channel Islands mit Sicherheit als allopatrisch Verbreitet und diagnostizierbar (Stebbins 1985) und damit möglicherweise als eigenständige Art. Bell (2001) schließt sich dem in seiner Arbeit Taxonomic status of Sceloporus becki, the Island Fence Lizard from the Channel Islands, Santa Barbara Co., California. an.